# Peterborough Ware

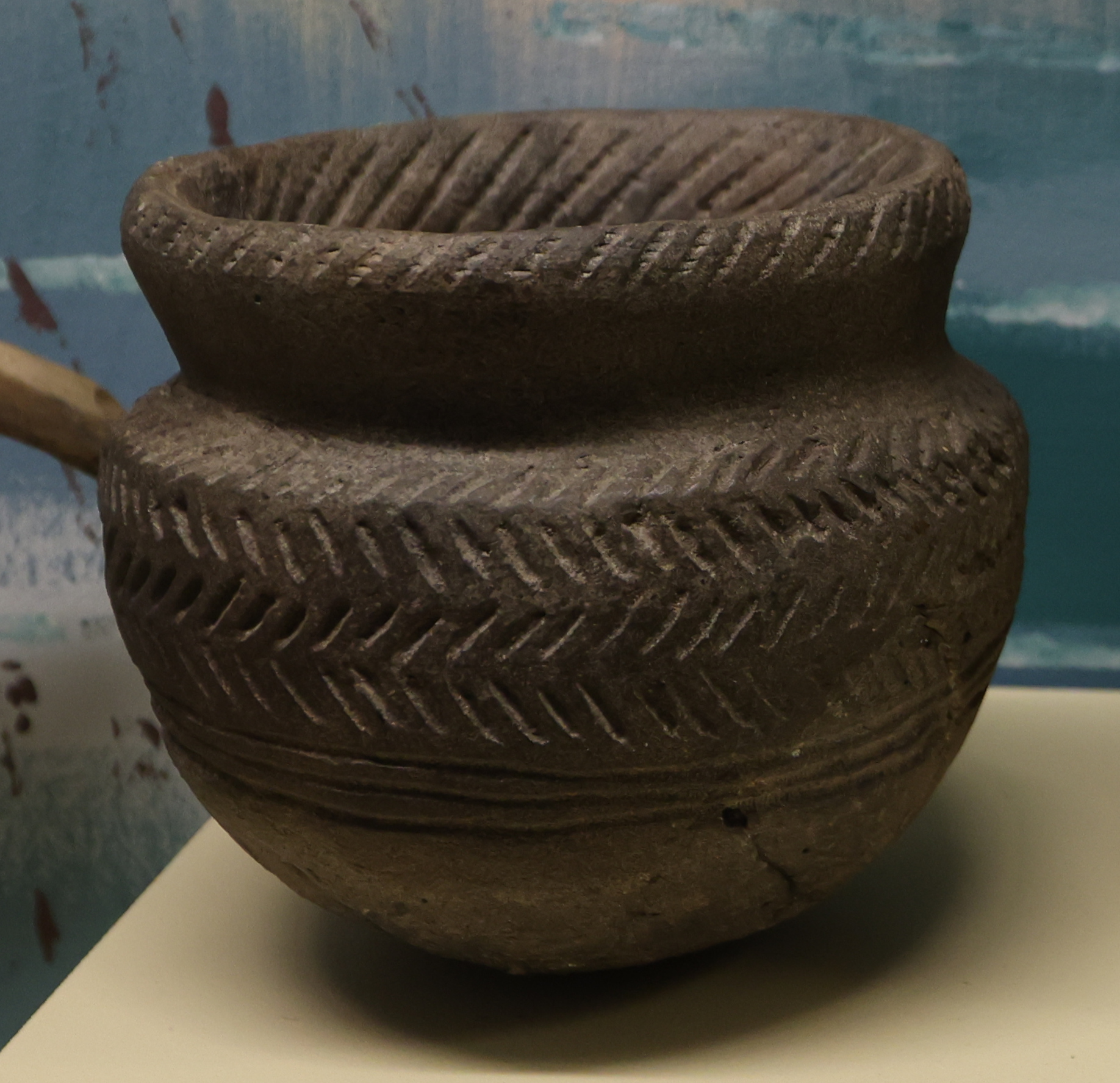
Peterborough-Ware im Mortlake-Stil, gefunden in Fengate

Peterborough Ware ist eine mittelneolithische Keramik Großbritanniens. Sie wurde von Abbott nach dem namengebenden Fundort Peterborough benannt. Sie wurde durch Isobell Smith in die Stile Ebbsfleet, Mortlake und Fengate unterteilt, die sie als chronologische Abfolge interpretierte. 14C-Datierungen zeigen jedoch, dass sie zumindest teilweise gleichzeitig sind. Sie wird zwischen 3400 und 2500 v. Chr. angesetzt und gilt als Vorläufer der bronzezeitlichen Foodvessel.

## Stile
- Ebbsfleet: runder Boden, s-förmiges Profil, leicht verdickter Rand, keine oder wenig Verzierung
- Mortlake: runder Boden, deutlich verdickter Rand mit meist T-förmigem, manchmal auch gerundetem Querschnitt. Reich verziert, vor allem durch partielle Schnurabdrücke (maggot-lines) oder mit Vogelknochen.
- Fengate: deutlich verdickter, kragenartiger Rand, flacher Standboden.

## Gleichzeitige Traditionen
Von Schottland bis Südengland ist außerdem die Grooved Ware in Gebrauch. Damit endet die neolithische Phase. Ab 3000 v. Chr. kommt eine eigene Metalltradition auf. Die frühkupferzeitliche Meldon-Bridge-Industrie ist an den Fundorten Castletown Roche, Knocknague und Lough Ravel nachgewiesen.

## Fundorte
- Etton (Cambs)
- Gwernvale (Powys)
- Four Crosses (Powys)
- Maiden Castle (Dorset)
- Peterborough
- Sarn-y-bryn caled (Powys)
- Staines Enclosure
- West Kennet Avenue (Wiltshire), alle Stile belegt